# トゥエンクアン市
トゥエンクアン市（ベトナム語：Thành phố Tuyên Quang / 城庯宣光、 listen）はベトナムの東北地方のトゥエンクアン省の省都である。2019年現在の人口は108,101人。

## 歴史
1884年8月～1885年4月、清仏戦争が起きた。雲南軍と黒旗軍の1.2万人を相手に、フランス外人部隊は4ヶ月の間トゥエンクアンを守った。

トゥエンクアン包囲戦は今でも部隊の最も輝かしい戦歴の1つである。部隊の公式行進曲のen:Le Boudinの歌詞にも残っている。
フランス領インドシナ時代、トゥエンクアンには守備隊が置かれた。
第一次インドシナ戦争で、ベトナム民主共和国はトゥエンクアンの戦いでフランス外人部隊を降伏させた。

## 行政区画
以下の10坊5社を管轄する。
- アントゥオン坊（An Tường / 安祥）
- ドイカン坊（Đội Cấn / 隊艮）
- フンタイン坊（Hưng Thành / 興城）
- ミンスアン坊（Minh Xuân / 明春）
- ミーラム坊（Mỹ Lâm / 美林）
- ノンティエン坊（Nông Tiến / 農進）
- ファンティエット坊（Phan Thiết / 潘切）
- タンハ坊（Tân Hà / 新河）
- タンクアン坊（Tân Quang / 新光）
- イーラ坊（Ỷ La / 倚羅）
- アンカン社（An Khang / 安康）
- キムフー社（Kim Phú / 金富）
- ルオンヴオン社（Lưỡng Vượng / 兩旺）
- タイロン社（Thái Long / 泰隆）
- チャンダー社（Tràng Đà / 場沱）